# 2016年夏季奥林匹克运动会中国羽毛球队
羽毛球于1972年慕尼黑奥运会始设为表演项目，至1992年巴塞罗那奥运会正式设为比赛项目。中国羽毛球队渐渐上升为世界最强队位置。1992年巴塞罗那奥运首次获1银4铜共计5枚奖牌的成绩，2000年悉尼奥运会羽毛球项目的比赛获得4金1银3铜共计8枚奖牌，为历届奥运会羽毛球比赛的最好成绩；2004年雅典奥运会，中国羽毛球队获得3金1银1铜共计5枚奖牌。
参加2016年夏季奥林匹克运动会的中国羽毛球队一行共计33人，其中男运动员9人，女运动员10人，官员与工作人员14人；领队李永波，副领队李卫国。

## 人员构成
官员与工作人员（14人）：

领队：李永波，副领队李卫国；
 
教练（9人）：田秉毅、钟波、陈兴东、李志锋、湯仙虎、贺向阳、唐学华、张军、翁建德；
 
管理：胡学兵，医生：李建平、李全意。
运动员（19人）：
 
男运动员（9人）：谌龙、林丹、 傅海峰 

女运动员（10人）： 于洋